# 布萊恩·愛普斯坦
布萊恩·山繆·愛普斯坦（英語：Brian Samuel Epstein，1934年9月19日—1967年8月27日），生於英國利物浦，犹太人，英國音樂界巨擘，披头士乐队星探及經紀人。

## 生平
生平最偉大的作品莫過於披头士乐队，他同時也負責其他音樂家的事務，包括蓋瑞與前導者合唱團、Billy J. Kramer & the Dakotas、綺拉·布蕾克以及The Remo Four。他的經紀公司則根據他的家族音樂事業NEMS（North End Music Stores，北角音樂店），命名為NEMS Enterprises。
愛普斯坦曾付費供披頭四合唱團在迪卡唱片公司的錄音室錄製Demo，又在迪卡無意與披頭四簽約後，說服知名唱片製作人喬治·馬丁試聽樂團的作品。一反先前其他英國唱片公司的態度，愛普斯坦隨後獲得馬丁一只代表EMI子公司帕洛風唱片的唱片合約。馬丁後對此表示，由於愛普斯坦鍥而不捨的熱情，以及他對樂團有朝一日能揚名國際的把握，使他最終簽下了披頭四。
1967年8月，愛普斯坦因服食過量藥物死於倫敦家中，終年32歲。披頭四乐队早年的成就被歸功於愛普斯坦的管理與做事風格。保羅·麥卡特尼曾如此形容愛普斯坦：「如果有人能成為披頭士第五位成員，那便是布萊恩。」

## 註腳
1. ↑  Geller (1999) p. 49

## 外部連結
- 布萊恩·愛普斯坦官方網站 （页面存档备份，存于）
- 愛普斯坦傳記與聲音片段
- 愛普斯坦的死網 （页面存档备份，存于）